# 奧斯本 (伊利諾伊州)
奧斯本（英語：Osborn）是位於美國伊利諾伊州羅克艾蘭縣的一個非建制地區。該地的面積和人口皆未知。

## 地理
奧斯本的座標為41°31′21″N 90°16′23″W / 41.52250°N 90.27306°W，而該地的平均海拔高度為178米（即584英尺）。